# Агитпоезд
Агитпоезд — поезд, специально оборудованный и приспособленный для ведения агитационно-пропагандистской и культурно-просветительной работы среди населения и войсковых частей отдаленных районов. Агитпоезда появились в 1918 году и действовали в период Гражданской войны. В условиях слабой связи центра с местами они, наряду с агитпароходами, были эффективной формой руководства и укрепления местных партийных органов, содействовали упрочению советской власти на местах, мобилизации людских и материальных средств в помощь фронту. 
Идея использования агитпоездов, как и агитпароходов, в организационной, агитационной и информационной работе партии и советской власти принадлежит В. И. Ленину. Агитпоезда структурно включали в себя политотдел, бюро жалоб, информационный отдел, редакцию и типографию (выпускались газеты, листовки, воззвания), киноустановку. Общее руководство агитпоездами осуществлял специальный отдел при Президиуме ВЦИК. В составе руководящих работников агитпоездов находились представители ЦК РКП(б), ВЦИК и СНК, партийные агитаторы и пропагандисты.
Первый агитпоезд («Военно-подвижной фронтовой литературный поезд им. Ленина») был оборудован Военным отделом издательства ВЦИК к августу 1918 и 13 августа вышел в Казань, только что отбитую у чехо-словаков. 
В январе 1919 Президиумом ВЦИК было выработано «положение о литературно — инструкторских поездах» и об инструкторах Народных Комиссариатов на этих поездах. В январе же 1919 был сконструирован и руководящий орган по руководству работой литературно-инструкторских поездов и пароходов ВЦИК. 
Всего отделом агитпарпоездов ВЦИК было оборудовано 5 поездов и 1 пароход: поезд им. Ленина, совершивший поездки в район Сев.-Зап. края с декабря 1918 по март 1919, на Украину — с июня по август 1919 и в Сибирь — с октября 1919 по январь 1920; поезд «Октябрьская Революция», совершивший с 29 апреля 1919 по 12 декабря 1920 — 12 поездок по европейским и сибирским губ. 
РСФСР (во главе — председатель ВЦИК тов. Калинин); поезд «Красный Восток», совершивший с 23 января 1920 по 9 марта 1921 две поездки в Туркестан; поезд «Советский Кавказ», совершивший с июля по октябрь 1920 поездки на Сев. Кавказ и в Азербайджан; поезд «Красный Казак», совершивший поездку на Дон и Кубань с апреля по июль 1920, и пароход «Красная Звезда», совершивший с июля 1920 по осень 1921 три поездки по Каме и Волге.